# Прихопёрский
Прихопёрский — поселок в Балашовском районе Саратовской области в составе сельского поселения Большемеликское муниципальное образование.

## География
Находится на расстоянии примерно 20 километров по прямой на север-северо-восток от районного центра города Балашов.

## История
Основана в 1721 году.  

## Население
Постоянное население составляло 18 человек (94% русские) в 2002 году, 7 в 2010 году.